# The Sims 3: World Adventures
Симс 3: Свет Авантура (енг. The Sims 3: World Adventures) је први додатак за стратешку игру живота Симс 3. На званичном сајту Симса 3, у августу 2009, најављен је први додатак за ову игру, чији датум је одређен за 18. новембар 2009 у Северној Америци, односно 20. новембар у Европи, исте године.
Овај додатак се посебно фокусира на путовања, и по томе га можемо упоредити са претходна два Симс серијала, односно Симс: Одмор (The Sims: Vacation) и Симс 2 Путовање (The Sims 2: Bon Voyage). Вашим Симовима је дозвољено да путују у сада три нове дестинације: Француску, Кину и Египат. Ту се могу пријавити за авантуре (различита истраживања везана за старе куће, пећине, гробнице древних фараона...) и уз то сакупњати реазличите древне предмете (у зависности коју сте дестинацију одабрали). Симовима је такође могуће да се обучавају у новим вештинама као што је фотографисање, борилачке вештине или прављење различитих врста нектара. Додатак укључује и нове ствари, жеље и могућности.
Погледајте чланак Симс 3
Играње Симс 3, као и претходних игара из Симс Серијала, се фокусира на контролу ваших Симова. Играчи праве своје Симсове (у Create-Sim мениу) и контролишу их током њиховог живота. Играчи су у стању да управљају разним аспектима живота, укључујући Сим каријере, вештине и односе. Игра World Adventure углавном остаје непромењена од оригинала.
World Adventure проширује основну игру Симс 3 дозвољавајући играчима да посете, и проведу одмор у три нове локације Египат, Француску и Кину. Симси су у стању да се укључе у културне активности у зависности од локације. У Египту, Симс могу да посете пирамиде, у Кини, Симси су у стању да пуштају ватромет, као и тренирају борилачке вештине, и у Француској, Симс могу да се укључе у прављење нектара. Ваши симови остају у овим локацијама одређено време, а све зависи од новоа Сим (виза) картице . Овај ниво се повећава тако што ћете се укључити у разне авантуре. Главни циљ игре World Adventure се врти око способности ваших Симова да се окушају на разним мисијама (авантурама).
Авантура се састоји од различитих циљева повезаних заједно у једну причу. Типични циљеви су истраживање различитих гробница, проналажење драгоцености и дружење са другим Симсовима. Када је у питању истраживање гробница, Сим се мора кретати кроз многобројне препреке смештене по различитим просторијама (одајама). У почетку, просторије су тамне (скривене у мраку), а светло се пали онда кад ваш Сим закорачи у ту просторију. Просторије (гробнице) садрже елементе у решавању слагалица попут замки, базена за роњење и подних прекидача.
Поред тога, додатак садржи комплекс елемента за изградњу гробница којима се може приступити преко дебаг алата игре. Играчи су у могућност да праве своје тајне одаје у којима могу креирати већ напоменуте препреке и клопке.
World Adventure додаје три вештине које пружају нове циљеве и изазове за играче. Борилачке вештине, које је могуће учити у Кини, веома је тешко савладати, али вам зато нуде нове моћи и покрете. На пример, када је праг вештине постигнут Симс може да проузрокује ломљење дрвета и других објеката који стоје преко два блока. Симси су у стању да се ангажују на турнирима, и тако повећају свој ранг. Ниво Симс вештина визуелно представљају различите боје појасева, које Сим моси са собом.
Вештина прављења нектара се повећава цеђењем воћа у нектар произвођачу. Квалитет нектара се заснива на квалитету појединог воћа, као од стања нектар произвођача. Вредност нектара може бити повећана дозвољавајући боци да стари у винском подруму.
Фотографисање је вештина која се заснива на бележењу слике помоћу ручних камера. Игра може да детектује предмет фотографије. Игра пружа циљеве играча у облику листе предмета које Сим може да фотографише, како би његова виза била повећана. Поред тога, играчи могу да изаберу различите стилове, као што су Панорама и Сепија.
Створење којег има на насловној страни омота игре је мумија, која нема неколико Сим могућности, као на пример да не мора да иде на спавање. Она се такође може сретати по гробницама, где играчи на истраживаче да баци проклетство.
Такође, ту је нови подрум алат, који се може користити за прављење подрума или подземних просторија. Ови подруми могу имати четири нивоа под земљом.